# Lachnoptera anticlia
Lachnoptera anticlia is een vlinder uit de familie van de Nymphalidae. De wetenschappelijke naam van de soort is voor het eerst gepubliceerd in 1819 door Jacob Hübner.

## Verspreiding
Deze soort komt voor in de bossen van westelijk- en centraal tropisch Afrika waaronder in Senegal, Guinee, Sierra Leone, Liberia, Ivoorkust, Ghana, Togo, Nigeria, Kameroen, Equatoriaal Guinea, Gabon, Congo-Brazzaville, Centraal Afrikaanse Republiek, Congo-Kinshasa, Zuid-Soedan, Oeganda, West-Kenia, Noordwest-Tanzania, Angola en Noordwest-Zambia.

## Waardplanten
De rups leeft op Rawsonia lucida en Scottellia klaineana (Achariaceae).